# Forêt tempérée sempervirente

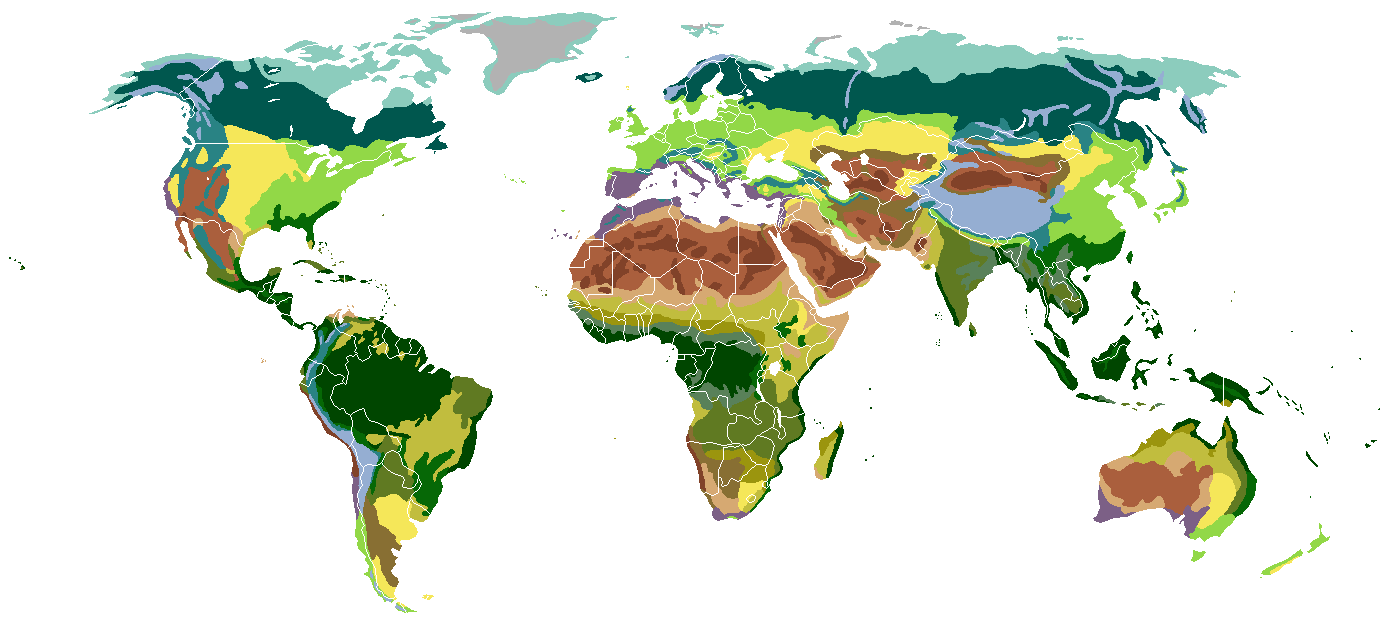
La FAO souligne la place des forêts dans l'ensemble des biomes mondiaux, en rappelant qu'elles couvrent en 2005 près de 30 % de la superficie terrestre.
Inlandsis et déserts polaires
Toundra
Taïga ou forêt boréale
Forêts feuillues caducifoliées tempérées
Prairies
Forêts sempervirentes subtropicales
Forêts sempervirentes méditerranéennes
Forêts de mousson
Déserts arides
Déserts et broussailles xérophytes
Steppe aride
Déserts semi-arides
Savanes
Savanes et forêts claires
Forêts tropicales caducifoliées
Forêts sempervirentes tropicales
Toundra alpine
Forêts de montagne

La forêt tempérée sempervirente est un des deux grands biomes de forêt tempérée avec la forêt tempérée décidue.
Elle est constituée d'arbres au feuillage persistant. On trouve des forêts tempérées sempervirentes principalement en Europe, en Asie et en Amérique du Nord.

## Constitution
La constitution varie selon les zones, mais ces forêts sont généralement constituées de conifères (pin, sapin ou cèdre par exemple). On retrouvent également des espèces qui ne sont pas des conifères comme le chêne vert ou le houx.

## Répartition
Les forêts tempérées sempervirentes et se trouve dans des zones tempérées ayant des étés chauds et des hiver doux dans des zones ou les sols sont assez pauvres,.
On rencontre ce type de forêt principalement aux États-Unis, au Canada, en Europe, en Asie, en Australie et en Nouvelle-Zélande. En France, on retrouve ce type de forêt essentiellement dans le sud-ouest du pays et en Ardèche.

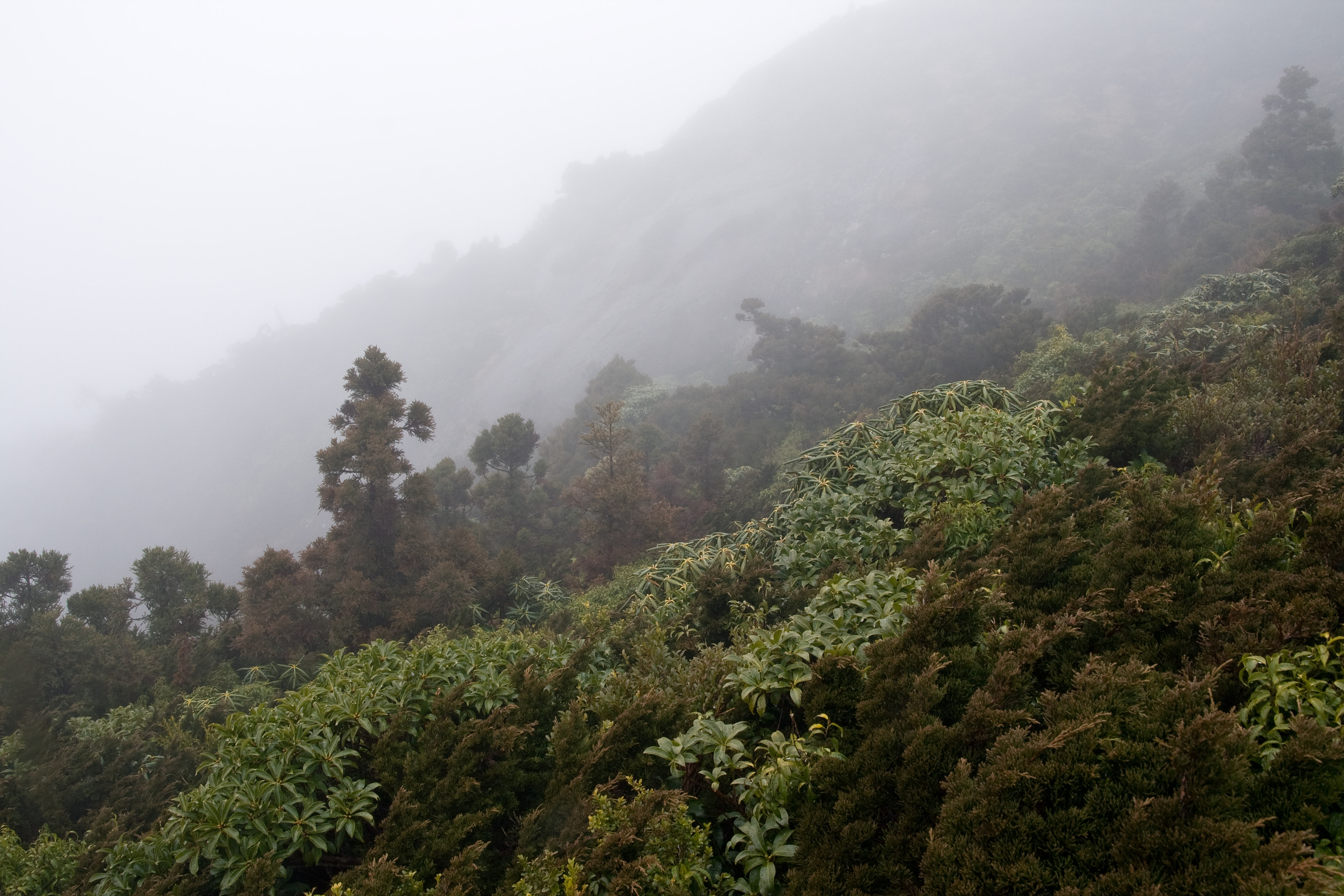
Forêt sur l'île de Yaku-shima au Japon
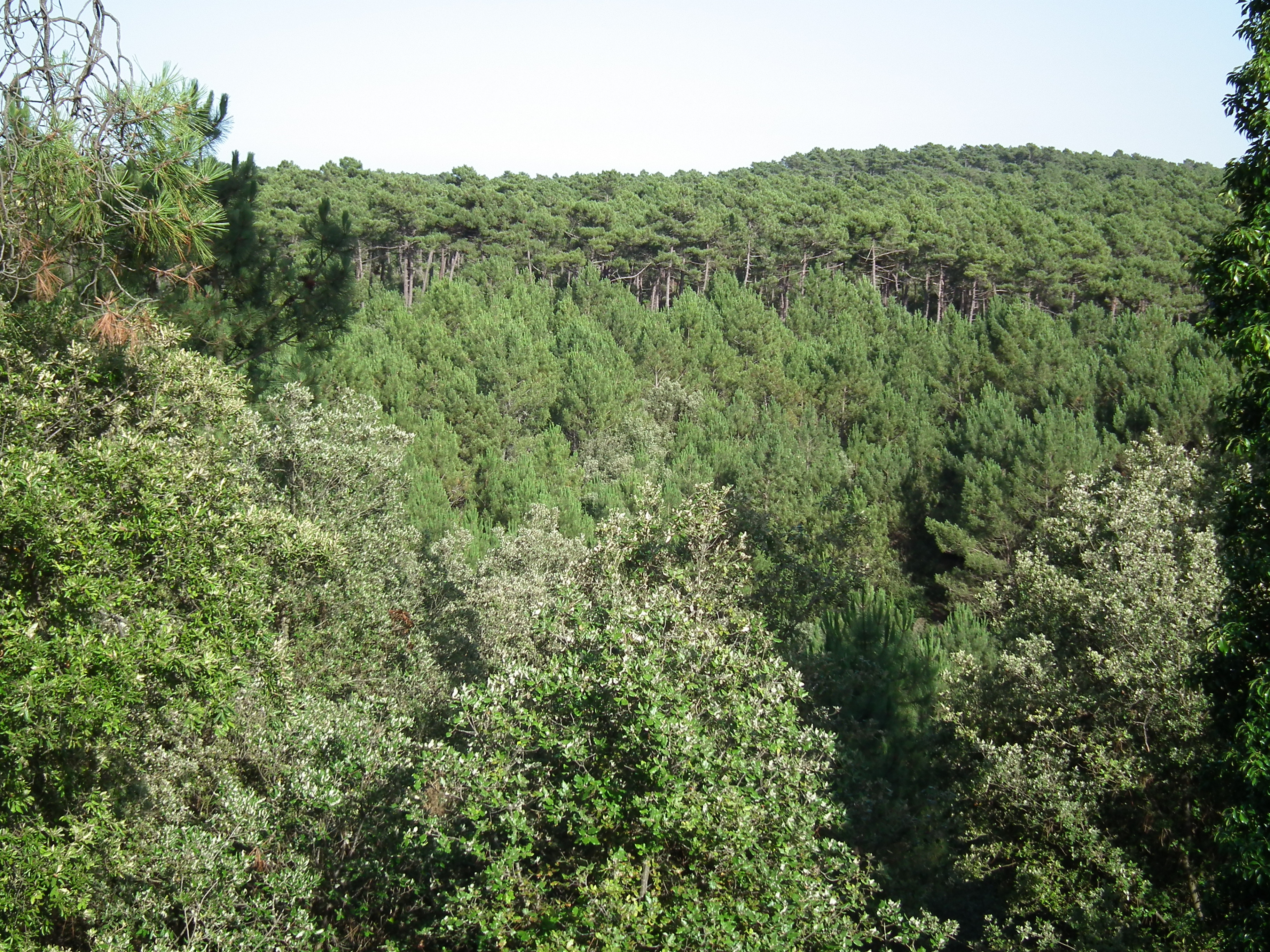
Fort domaniale de la Coubre